# Aleuropteridis
Aleuropteridis is een geslacht van halfvleugeligen (Hemiptera) uit de familie witte vliegen (Aleyrodidae), onderfamilie Aleyrodinae.
De wetenschappelijke naam van dit geslacht is voor het eerst geldig gepubliceerd door Mound in 1961. De typesoort is Aleuropteridis douglasi.

## Soorten
Aleuropteridis omvat de volgende soorten:
- Aleuropteridis eastopi Mound, 1961
- Aleuropteridis filicicola (Newstead, 1911)
- Aleuropteridis hargreavesi Mound, 1961
- Aleuropteridis jamesi Mound, 1961